# 運命ではなく
『運命ではなく』（うんめいではなく、原題： Sorstalanság [ˈʃorʃtɒlɒnʃɑ̈ːɡ] ショルシュタランシャーグ、原意「運命の無さ」）、は、ノーベル文学賞受賞者ケルテース・イムレ (Kertész Imre [ˈkɛrte̝ːsˌimrɛ]) の長編小説である。1960年より1973年までの間執筆され、1975年に出版された。

## 概要
ケルテース・イムレによると、「運命ではなく」の題材はナチズムであるが、小説が生まれるには、ハンガリーでの社会主義の経験も必要であった。ケルテース・イムレ自身の体験から生まれた小説の主人公は「コヴェシュ・ジョルジュ」というアウシュヴィッツとブーヘンヴァルトの強制収容所に連れて行かれたハンガリーのユダヤ系の15歳少年である。
ストーリーは少年の父親が強制労働に招集されたことで始まる。彼は継母と一緒に住み、チェペルにある軍需工場で勤労奉仕をして暮らしていた。ある日、ジョルジュと彼の友達は警察官にバスから降ろされ、彼らはある煉瓦工場に連れて行かれた。そして、ゲットーに捕らえられた他のユダヤ人と共に列車に乗せられ、ドイツにあるアウシュヴィッツ強制収容所に移送された。収容所でジョルジュと多数の仲間達は労働可能と判定され、彼らはその理由で処刑されなかった。その後、彼らはブーヘンヴァルト強制収容所に送られた。そして、そこにある軍需工場で明け方から夜遅くまで強制的に働かされた。過酷な強制労働と栄養不足でジョルジュの体は弱くなっていった。その後、移送された別の小さな強制収容所で大病になり、ブーヘンヴァルトの囚人病院に送られた。ジョルジュはそこで死を待ち続けていたが、病状の回復途中で強制収容所が解放されたことを知る。コヴェシュ・ジョルジュはすっかり様変わりしたブダペストに帰る。父親が死に、継母が再婚しており、わが家に知らない家族が引っ越していた。過酷な経験をした主人公は日常的生活に対処することができない。住む場所もなく、新しい生活を始めようとする。

## 続編
「運命ではなく」の続編として「挫折」と「生まれなかった子のためのカディッシュ」がある。

## 翻訳
- 「運命ではなく」岩崎悦子訳 国書刊行会、2003年7月

英語には最初1992年に翻訳され、「Fateless」の題名で出版された（ISBN 0810110490 と ISBN 0810110245）。2004年には「Fatelessness」の題名で再出版された（ISBN 1400078636）。
ドイツ語には最初1990年に翻訳され、「Mensch ohne Schicksal 」の題名で出版された（ISBN 3352003416）。1996年には「Roman eines Schicksallosen」の題名で再出版された（ISBN 3871342297）。
フランス語には1998年に翻訳され、「Etre sans destin 」の題名で出版された（ISBN 2742715428）。
イタリア語には2002年にドイツ語版から翻訳され、「Essere senza destino」の題名で出版された（ISBN 8807015617）。
エスペラントには2003年に翻訳され、「Sensorteco」の題名で出版された。
チェコ語には2003年に翻訳され、「Clovek bez osudu」の題名で出版された（ISBN 8020010637）。
スロベニア語には2003年に「Jože Hradil」によって翻訳され、「Brezusodnost」の題名で出版された。
ロマ語には2004年に翻訳され、「Bizhelyakipe」の題名で出版された（. ISBN 9632103815）。

## 映画化
コルタイ・ラヨシュ監督が作家の脚本に基づいて映画を製作した。映画は2005年に公開された。